# Mandie i sekretny tunel
Mandie i sekretny tunel (ang. Mandie and the Secret Tunnel) – amerykański film przygodowy z 2009 roku. Polska premiera odbyła się 6 stycznia 2011, a światowa - 22 września 2009.